# Galphimia latifolia
Galphimia latifolia là một loài thực vật có hoa trong họ Malpighiaceae. Loài này được Bartl. mô tả khoa học đầu tiên năm 1839.